# Липовка (Лысогорский район)
Липовка — село в Лысогорском районе Саратовской области России. Входит в состав Гремячинского муниципального образования. Основано в 1812 году.

## География
Село находится в южной части Саратовского Правобережья, в степной зоне, к югу от автодороги Р22, на расстоянии примерно 23 километров (по прямой) к востоку-юго-востоку (ESE) от посёлка городского типа Лысые Горы. Абсолютная высота — 279 метров над уровнем моря.
Климат
Климат характеризуется как умеренно континентальный с холодной малоснежной зимой и сухим жарким летом. Среднегодовая температура воздуха — 4,1 — 4,5 °C. Средняя многолетняя температура самого холодного месяца (января) составляет −12,6 — −12,1 °С (абсолютный минимум — −41 °С), температура самого тёплого (июля) — 20,8 — 21,4 °С (абсолютный максимум — 40 °С). Среднегодовое количество атмосферных осадков — 375—450 мм, из которых большая часть (200—260 мм) выпадает в тёплый период. Снежный покров держится в среднем 142 дня в году.
Часовой пояс
Село Липовка, как и вся Саратовская область, находится в часовой зоне МСК+1. Смещение применяемого времени относительно UTC составляет +4:00.

## Население
| 1989 | 2002 | 2006 | 2009 | 2010 |
| ---- | ---- | ---- | ---- | ---- |
| 217  | ↗220 | ↘210 | ↗217 | ↘191 |

Половой состав
По данным Всероссийской переписи населения 2010 года в половой структуре населения мужчины составляли 48,7 %, женщины — соответственно 51,3 %.
Национальный состав
Согласно результатам переписи 2002 года, в национальной структуре населения русские составляли 92 % из 220 чел.